# Diamond League 2010
De IAAF Diamond League 2010 was de eerste editie van de Diamond League, een jaarlijkse serie van veertien eendaagse atletiekwedstrijden. De serie begon op 14 mei in Doha en eindigde op 27 augustus in Brussel.

## Wedstrijdkalender

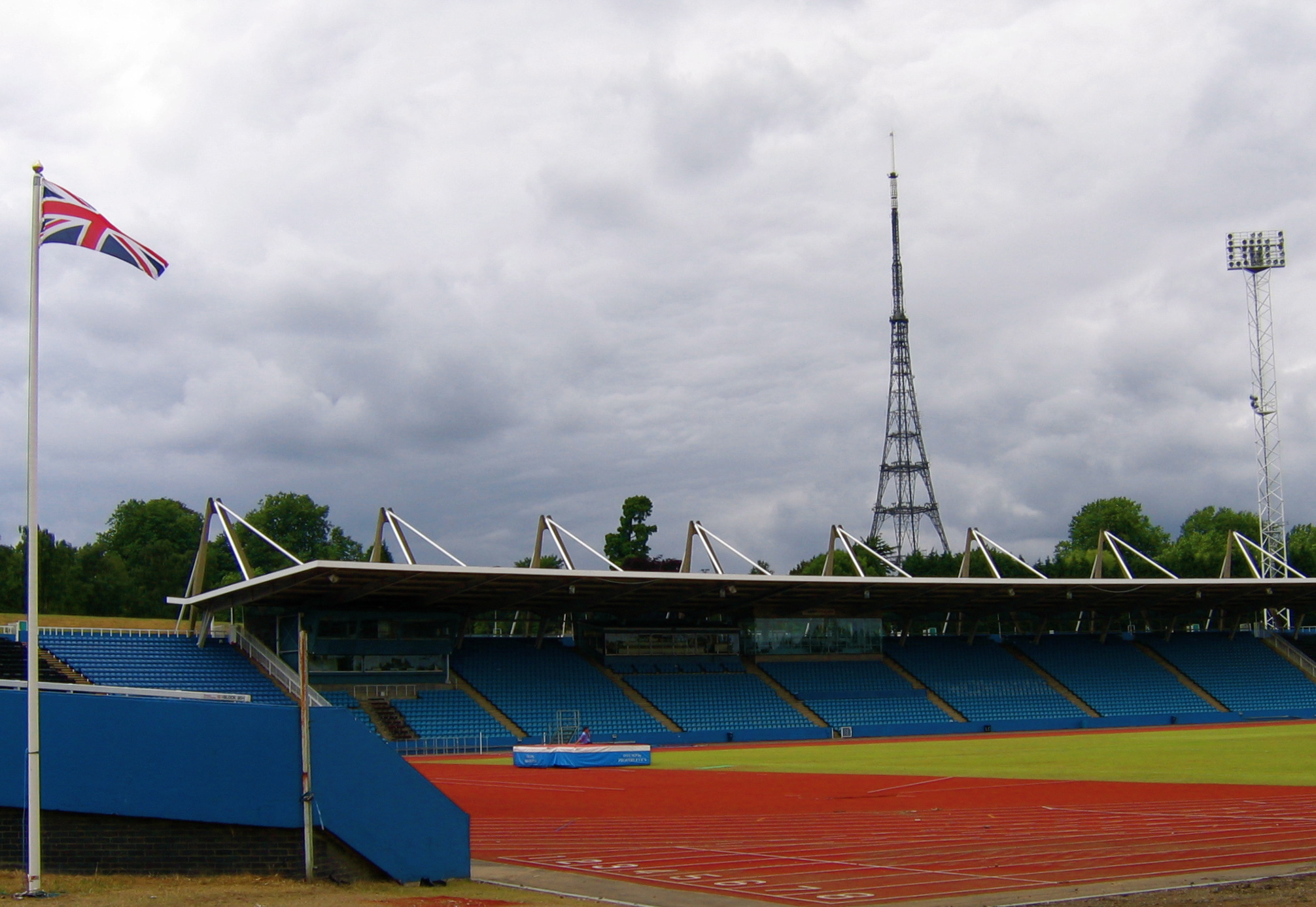
Crystal Palace in Londen is een van de stadions van de Diamond League

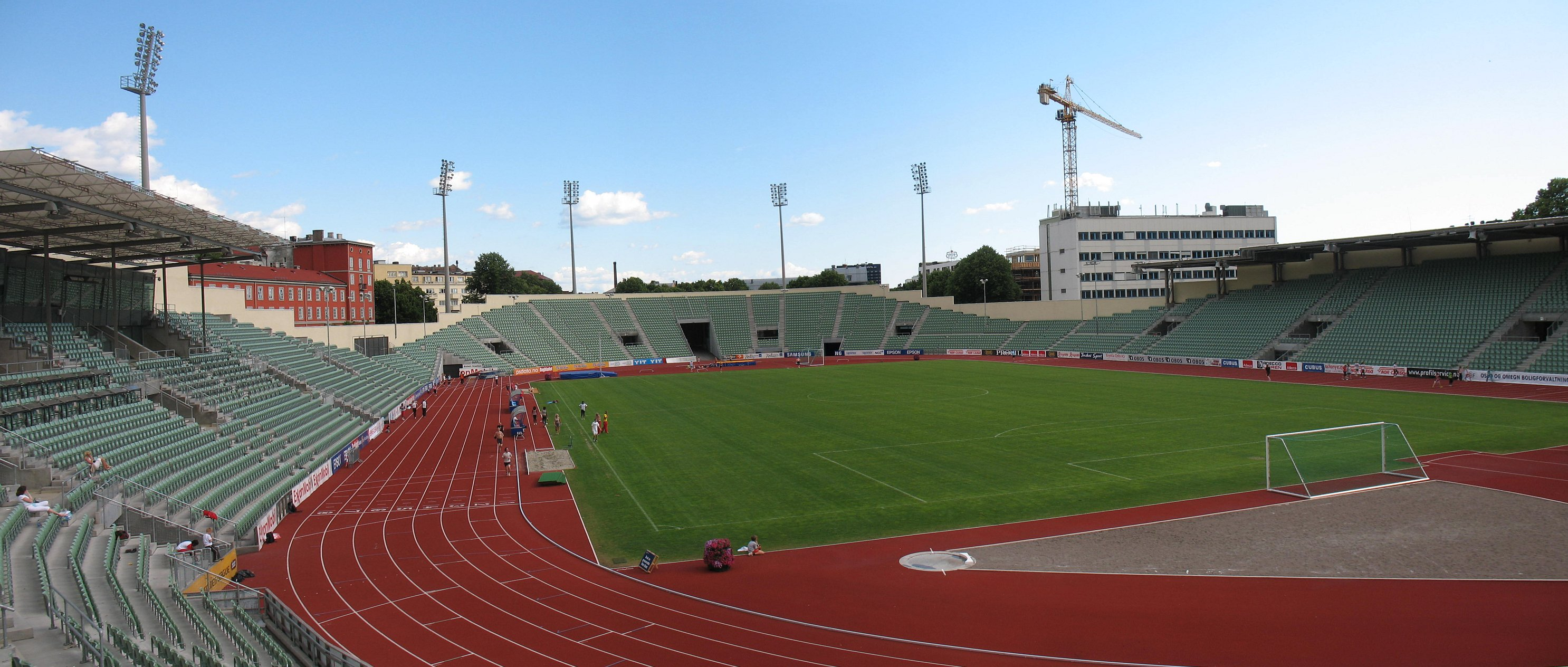
De Bislett Games worden sinds 1965 gehouden in het Bislett Stadion

| Datum          | Wedstrijd                       | Stadion                         | Stad        | Land                |
| -------------- | ------------------------------- | ------------------------------- | ----------- | ------------------- |
| 14 mei         | Qatar Athletic Super Grand Prix | Qatar SC Stadium                | Doha        | Qatar               |
| 23 mei         | Shanghai Golden Grand Prix      | Sjanghai Stadion                | Shanghai    | China               |
| 4 juni         | Bislett Games                   | Bislett Stadion                 | Oslo        | Noorwegen           |
| 10 juni        | Golden Gala                     | Stadio Olimpico                 | Rome        | Italië              |
| 12 juni        | Adidas Grand Prix               | Icahn Stadium                   | New York    | Verenigde Staten    |
| 3 juli         | Prefontaine Classic             | Hayward Field                   | Eugene      | Verenigde Staten    |
| 8 juli         | Athletissima                    | Stade Olympique de la Pontaise  | Lausanne    | Zwitserland         |
| 10 juli        | British Grand Prix              | Gateshead International Stadium | Gateshead   | Verenigd Koninkrijk |
| 16 juli        | Meeting Areva                   | Stade de France                 | Parijs      | Frankrijk           |
| 22 juli        | Herculis                        | Stade Louis II                  | Fontvieille | Monaco              |
| 6 augustus     | DN Galan                        | Stockholms Olympiastadion       | Stockholm   | Zweden              |
| 13–14 augustus | London Grand Prix               | Crystal Palace                  | Londen      | Verenigd Koninkrijk |
| 19 augustus    | Weltklasse Zürich               | Letzigrund                      | Zürich      | Zwitserland         |
| 27 augustus    | Memorial Van Damme              | Koning Boudewijnstadion         | Brussel     | België              |

## Diamond Races
| Diamond Race loopnummers |       |       |       |       |        |        |              |              |                |
| Mannen                   | 100 m | 200 m | 400 m | 800 m | 1500 m | 5000 m | 110 m horden | 400 m horden | 3000 m steeple |
| Vrouwen                  | 100 m | 200 m | 400 m | 800 m | 1500 m | 5000 m | 100 m horden | 400 m horden | 3000 m steeple |

| Diamond Race technische nummers |                      |              |             |                    |             |              |             |
| Mannen                          | Polsstokhoogspringen | Hoogspringen | Verspringen | Hink-stap-springen | Kogelstoten | Discuswerpen | Speerwerpen |
| Vrouwen                         | Polsstokhoogspringen | Hoogspringen | Verspringen | Hink-stap-springen | Kogelstoten | Discuswerpen | Speerwerpen |

### Mannen

#### Loopnummers
| #           | Wedstrijd   | 100 m             | 200 m             | 400 m                | 800 m                  | 1500 m                  | 5000 m                   | 110 m h             | 400 m h                | 3000 m st              |
| 1           | Doha        | Asafa Powell 9,81 | –                 | –                    | David Rudisha 1.43,00  | –                       | Eliud Kipchoge 12.51,22  | –                   | Bershawn Jackson 48,66 | Ezekiel Kemboi 8.06,28 |
| 2           | Shanghai    | –                 | Usain Bolt 19,76  | Jeremy Wariner 45,41 | –                      | Augustine Choge 3.32,21 | –                        | David Oliver 12,99  | –                      | –                      |
| 3           | Oslo        | Asafa Powell 9,72 | –                 | –                    | David Rudisha 1.42,04  | Asbel Kiprop 3.49,56    | Imane Merga 12.53,81     | –                   | Kerron Clement 48,12   | –                      |
| 4           | Rome        | Asafa Powell 9,82 | Walter Dix 19,86  | Jeremy Wariner 44,73 | –                      | Augustine Choge 3.32,20 | Imane Merga 13.00,12     | Dayron Robles 13,15 | –                      | –                      |
| 5           | New York    | R. Thompson 9,89  | –                 | –                    | M. Mulaudzi 1.44,38    | –                       | N. Kemboi 3.33,29        | –                   | Kerron Clement 47,86   | P. K. Koech 8.10,43    |
| 6           | Eugene      | –                 | Walter Dix 19,72  | –                    | –                      | Asbel Kiprop 3.49,75    | Tariku Bekele 12.58,93   | David Oliver 12,90  | –                      | –                      |
| 7           | Lausanne    | –                 | Walter Dix 19,86  | Jeremy Wariner 44,57 | David Rudisha 1.43,25  | –                       | –                        | –                   | Bershawn Jackson 47,62 | Brimin Kipruto 8.01,62 |
| 8           | Gateshead   | –                 | Walter Dix 20,26  | –                    | –                      | Asbel Kiprop 3.33,34    | Vincent Chepkok 13.00,20 | –                   | –                      | Linus Chumba 8.19,72   |
| 9           | Parijs      | Usain Bolt 9,84   | –                 | Jeremy Wariner 44,49 | Abubaker Kaki 1.43,50  | –                       | –                        | David Oliver 12,89  | –                      | Brimin Kipruto 8.00,90 |
| 10          | Monaco      | –                 | Tyson Gay 19,72   | J. Gonzales 44,40    | –                      | Silas Kiplagat 3.29,27  | –                        | David Oliver 13,01  | –                      | –                      |
| 11          | Stockholm   | Tyson Gay 9,84    | –                 | –                    | M. Lewandowski 1.45,06 | –                       | Mark Kiptoo 12.53,46     | –                   | Bershawn Jackson 47,65 | –                      |
| 12          | Londen      | Tyson Gay 9,78    | –                 | Jeremy Wariner 44,67 | –                      | –                       | –                        | David Oliver 13,06  | Bershawn Jackson 48,12 | P. K. Koech 8.17,70    |
| 13          | Zürich      | –                 | W. Spearmon 19,79 | Jeremy Wariner 44,13 | –                      | –                       | Tariku Bekele 12.55,03   | David Oliver 12,93  | –                      | Ezekiel Kemboi 8.01,74 |
| 14          | Brussel     | Tyson Gay 9,79    | –                 | –                    | David Rudisha 1.43,51  | Asbel Kiprop 3.32,18    | –                        | –                   | Bershawn Jackson 47,85 | –                      |
|             |             |                   |                   |                      |                        |                         |                          |                     |                        |                        |
| Eindwinnaar | Eindwinnaar | Tyson Gay         | W. Spearmon       | Jeremy Wariner       | David Rudisha          | Asbel Kiprop            | Imane Merga              | David Oliver        | Bershawn Jackson       | P. K. Koech            |

#### Technische nummers
| #           | Wedstrijd   | Verspringen             | Hink-stap-springen        | Hoogspringen              | Polsstokhoogspringen     | Kogelstoten                | Discus                    | Speer                       |
| 1           | Doha        | –                       | Alexis Copello 17,47 m    | –                         | –                        | Christian Cantwell 21,82 m | –                         | –                           |
| 2           | Shanghai    | Fabrice Lapierre 8,30 m | –                         | Sylwester Bednarek 2,24 m | Malte Mohr 5,70 m        | –                          | Zoltán Kővágó 69,69 m     | Andreas Thorkildsen 86,11 m |
| 3           | Oslo        | –                       | –                         | –                         | Renaud Lavillenie 5,80 m | Christian Cantwell 21,31 m | –                         | Andreas Thorkildsen 86,00 m |
| 4           | Rome        | Dwight Phillips 8,42 m  | –                         | –                         | –                        | Christian Cantwell 21,67 m | Piotr Małachowski 68,78 m | –                           |
| 5           | New York    | –                       | Teddy Tamgho 17,98 m      | Linus Thörnblad 2,30 m    | Renaud Lavillenie 5,70 m | –                          | –                         | Andreas Thorkildsen 87,02 m |
| 6           | Eugene      | Irving Saladino 8,46    | –                         | –                         | –                        | Christian Cantwell 22,41 m | Piotr Małachowski 67,66 m | –                           |
| 7           | Lausanne    | –                       | –                         | Ivan Oechov 2,33 m        | Renaud Lavillenie 5,85 m | –                          | –                         | Andreas Thorkildsen 87,03 m |
| 8           | Gateshead   | Fabrice Lapierre 8,20 m | Phillips Idowu 17,38 m    | Linus Thörnblad 2,29 m    | –                        | –                          | Piotr Małachowski 69,83 m | –                           |
| 9           | Parijs      | –                       | Arnie David Girat 17,49 m | –                         | Renaud Lavillenie 5,91 m | –                          | –                         | Andreas Thorkildsen 87,50 m |
| 10          | Monaco      | Dwight Phillips 8,46 m  | –                         | Ivan Oechov 2,34 m        | –                        | –                          | Gerd Kanter 67,81 m       | –                           |
| 11          | Stockholm   | –                       | Teddy Tamgho 17,36 m      | –                         | –                        | Christian Cantwell 22,09   | –                         | Tero Pitkämäki 84,41 m      |
| 12          | Londen      | Dwight Phillips 8,18 m  | Christian Olsson 17,41 m  | Ivan Oechov 2,29 m        | Łukasz Michalski 5,71 m  | Reese Hoffa 21,44 m        | Gerd Kanter 67,82 m       | Andreas Thorkildsen 87,38 m |
| 13          | Zürich      | Dwight Phillips 8,20 m  | –                         | Ivan Oechov 2,29 m        | –                        | –                          | Robert Harting 68,84 m    | –                           |
| 14          | Brussel     | –                       | Teddy Tamgho 17,52 m      | –                         | Malte Mohr 5,85 m        | Reese Hoffa 22,16 m        | –                         | Andreas Thorkildsen 89,88 m |
|             |             |                         |                           |                           |                          |                            |                           |                             |
| Eindwinnaar | Eindwinnaar | Dwight Phillips         | Teddy Tamgho              | Ivan Oechov               | Renaud Lavillenie        | Christian Cantwell         | Piotr Małachowski         | Andreas Thorkildsen         |

### Vrouwen

#### Loopnummers
| #            | Wedstrijd    | 100 m                   | 200 m                   | 400 m                | 800 m                   | 1500 m                | 5000 m                | 110 m h                | 400 m h               | 3000 m st               |
| 1            | Doha         | –                       | Kerron Stewart 22,34    | Allyson Felix 50,15  | –                       | Nancy Langat 4.01,64  | –                     | Lolo Jones 12,63       | –                     | –                       |
| 2            | Shanghai     | Carmelita Jeter 11,09   | –                       | –                    | J. Jepkosgei 2.01,06    | –                     | S. Ejigu 14.30,96     | –                      | Lashinda Demus 53,34  | Gladys Kipkemoi 9.16,82 |
| 3            | Oslo         | –                       | Carmelita Jeter 22,54   | A. Montsho 50,34     | –                       | –                     | –                     | Lolo Jones 12,66       | –                     | M. C. Cheywa 9.12,66    |
| 4            | Rome         | L. Moore 11,04          | –                       | –                    | Halima Hachlaf 1.58,40  | –                     | –                     | –                      | Lashinda Demus 52,82  | M. C. Cheywa 9.11,71    |
| 5            | New York     | –                       | V. Campbell-Brown 21,98 | –                    | L. Januszwewski 2.03,39 | Nancy Langat 4.01,60  | T. Dibaba 15.11,34    | Lolo Jones 12,55       | –                     | –                       |
| 6            | Eugene       | V. Campbell-Brown 10,78 | –                       | Allyson Felix 50,27  | Maria Savinova 1.57,56  | –                     | –                     | –                      | Lashinda Demus 53,03  | M. C. Cheywa 9.26,70    |
| 7            | Lausanne     | Carmelita Jeter 10,99   | –                       | –                    | –                       | Gelete Burka 3.59,28  | –                     | P. Lopes-Schliep 12,56 | –                     | –                       |
| 8            | Gateshead    | Carmelita Jeter 10,95   | –                       | S. Williams 50,44    | Alysia Johnson 1.59,84  | –                     | –                     | –                      | Kaliese Spencer 54,10 | –                       |
| 9            | Parijs       | –                       | Allyson Felix 22,14     | –                    | –                       | Anna Alminova 3.57,65 | V. Cheruiyot 14.27,41 | –                      | –                     | –                       |
| 10           | Monaco       | Carmelita Jeter 10,82   | –                       | –                    | Alysia Johnson 1.57,34  | –                     | –                     | –                      | Kaliese Spencer 53,63 | –                       |
| 11           | Stockholm    | –                       | Allyson Felix 22,41     | Tatjana Firova 50,46 | –                       | Nancy Langat 4.00,70  | –                     | Sally Pearson 12,57    | –                     | J. Zaripova 9.17,59     |
| 12           | Londen       | –                       | Allyson Felix 22,37     | Allyson Felix 50,79  | Maria Savinova 1.58,64  | Nancy Langat 4.07,60  | T. Dibaba 14.36,41    | P. Lopes-Schliep 12,52 | Kaliese Spencer 53,78 | M. C. Cheywa 9.22,49    |
| 13           | Zürich       | V. Campbell-Brown 10,89 | –                       | Allyson Felix 50,37  | –                       | Nancy Langat 4.01,01  | –                     | –                      | Kaliese Spencer 53,33 | –                       |
| 14           | Brussel      | –                       | Allyson Felix 22,62     | –                    | J. Jepkosgei 1.58,82    | –                     | V. Cheruiyot 14.34,13 | P. Lopes-Schliep 12,54 | –                     | Sofia Assefa 9.20,72    |
|              |              |                         |                         |                      |                         |                       |                       |                        |                       |                         |
| Eindwinnares | Eindwinnares | Carmelita Jeter         | Allyson Felix           | Allyson Felix        | J. Jepkosgei            | Nancy Langat          | V. Cheruiyot          | P. Lopes-Schliep       | Kaliese Spencer       | M. C. Cheywa            |

#### Technische nummers
| #            | Wedstrijd    | Verspringen              | Hink-stap-springen        | Hoogspringen         | Polsstokhoogspringen      | Kogelstoten                 | Discus                  | Speer                       |
| 1            | Doha         | –                        | –                         | Blanka Vlašić 1,98 m | Silke Spiegelburg 4,70 m  | –                           | Yarelis Barrios 64,90 m | Maria Abakoemova 68,89 m    |
| 2            | Shanghai     | –                        | Olga Rypakova 14,89 m     | –                    | –                         | Nadzeja Astaptsjoek 20,70 m | –                       | –                           |
| 3            | Oslo         | Olga Koetsjerenko 6,91 m | –                         | Blanka Vlašić 2,01 m | –                         | –                           | Nadine Müller 63,93     | –                           |
| 4            | Rome         | –                        | Yargelis Savigne 14,74 m  | Blanka Vlašić 2,03 m | Fabiana Murer 4,70 m      | –                           | –                       | Barbora Špotáková 68,66 m   |
| 5            | New York     | Brianna Glenn 6,78 m     | –                         | –                    | Jillian Schwartz 4,60 m   | Valerie Vili 19,93 m        | Sandra Perković 61,96 m | –                           |
| 6            | Eugene       | –                        | Nadezjda Alechina 14,62 m | –                    | Fabiana Murer 4,58 m      | –                           | –                       | Kara Patterson 65,90 m      |
| 7            | Lausanne     | Brittney Reese 6,94 m    | Yargelis Savigne 14,99 m  | –                    | –                         | –                           | Yarelis Barrios 65,92 m | –                           |
| 8            | Gateshead    | –                        | –                         | –                    | Svetlana Feofanova 4,71 m | Nadzeja Astaptsjoek 20,57 m | –                       | Sunette Viljoen 64,32 m     |
| 9            | Parijs       | Brittney Reese 6,79 m    | –                         | Blanka Vlašić 2,02 m | –                         | Nadzeja Astaptsjoek 20,78 m | Yarelis Barrios 65,53 m | –                           |
| 10           | Monaco       | –                        | Yargelis Savigne 15,09 m  | –                    | Fabiana Murer 4,80 m      | Nadzeja Astaptsjoek 20,23 m | –                       | Barbora Špotáková 65,76 m   |
| 11           | Stockholm    | Darja Klisjina 6,78 m    | –                         | Blanka Vlašić 2,02 m | Svetlana Feofanova 4,71 m | –                           | –                       | –                           |
| 12           | Londen       | Darja Klisjina 6,65 m    | Yargelis Savigne 14,86 m  | Blanka Vlašić 2,01 m | –                         | Nadzeja Astaptsjoek 20,27 m | Yarelis Barrios 65,62 m | Barbora Špotáková 63,50 m   |
| 13           | Zürich       | Brittney Reese 6,89 m    | –                         | –                    | Fabiana Murer 4,81 m      | Nadzeja Astaptsjoek 20,63   | –                       | Christina Obergföll 67,31 m |
| 14           | Brussel      | –                        | Olga Rypakova 14,80 m     | Blanka Vlašić 2,00 m | –                         | –                           | Sandra Perković 66,93 m | –                           |
|              |              |                          |                           |                      |                           |                             |                         |                             |
| Eindwinnares | Eindwinnares | Brittney Reese           | Yargelis Savigne          | Blanka Vlašić        | Fabiana Murer             | Nadzeja Astaptsjoek         | Yarelis Barrios         | Barbora Špotáková           |